# Henri-Édouard Navarre
Henri-Édouard Navarre, conocido también como Henri Navarre (París, 4 de abril de 1885-París, 11 de agosto de 1971) fue un escultor y artista del vidrio francés.

## Biografía

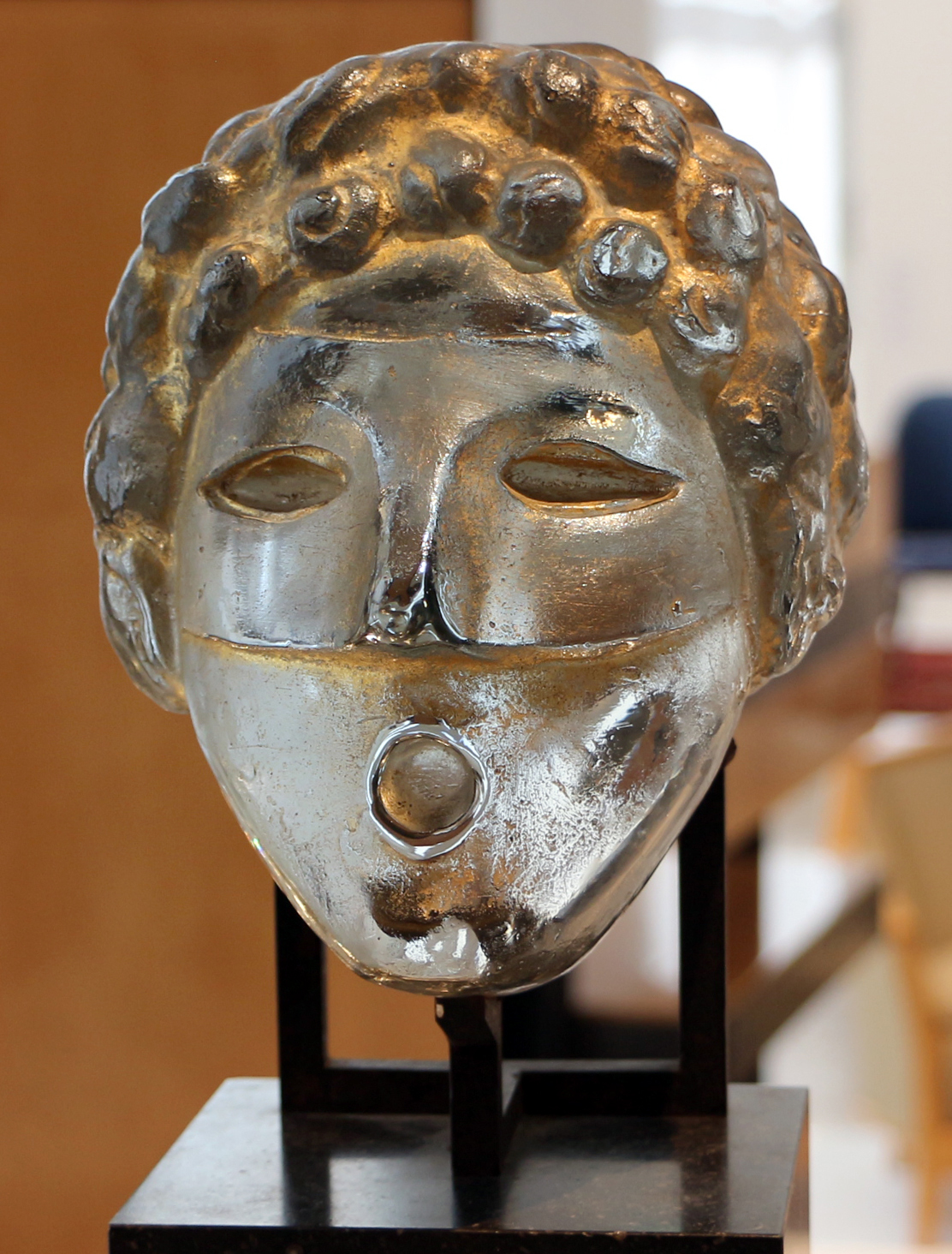
Máscara para una fuente, vidrio, antes de 1937. Colección Museo de Arte Moderno de París.

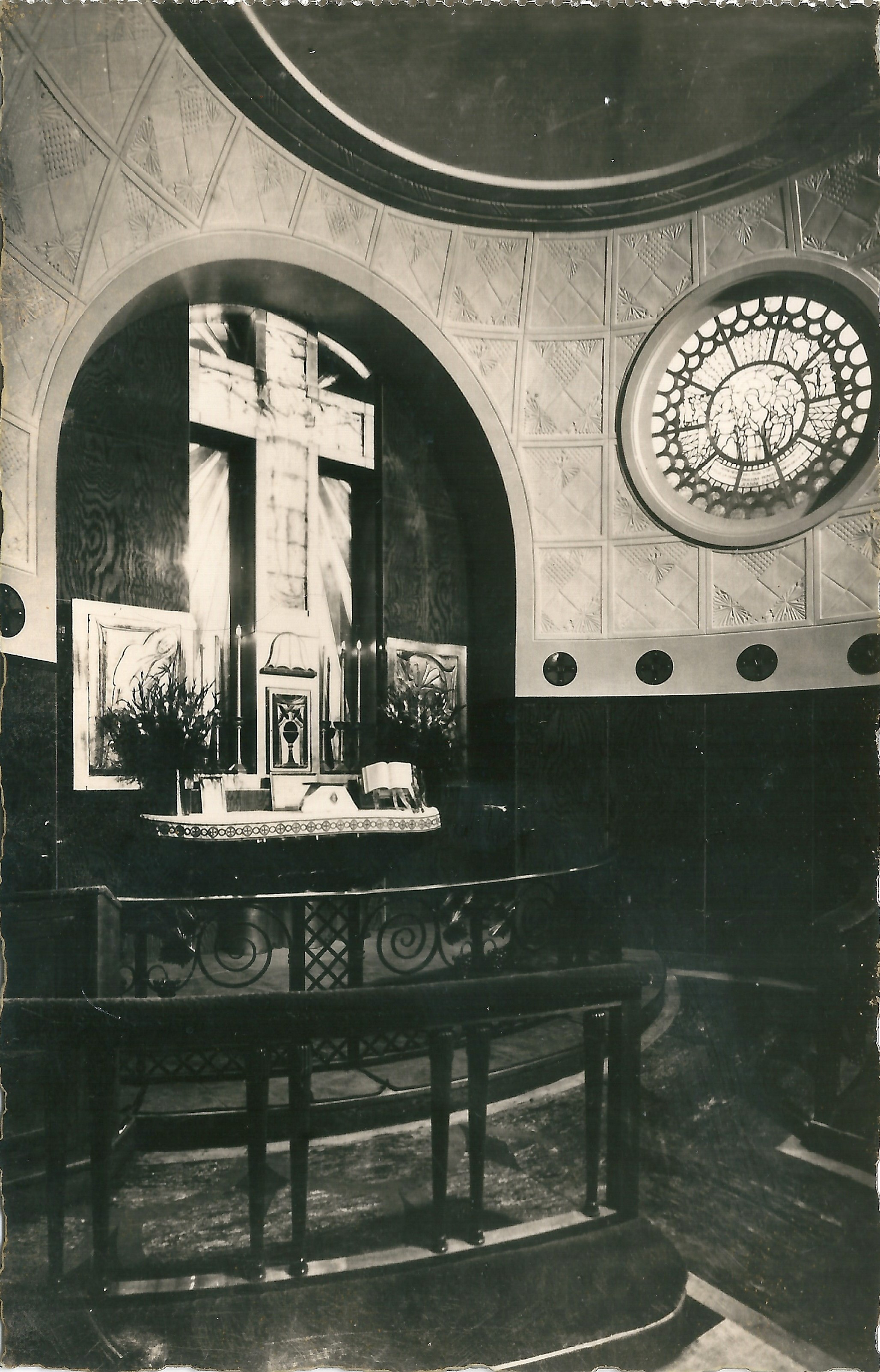
Altar de la capilla del barco de pasajeros Île de France.

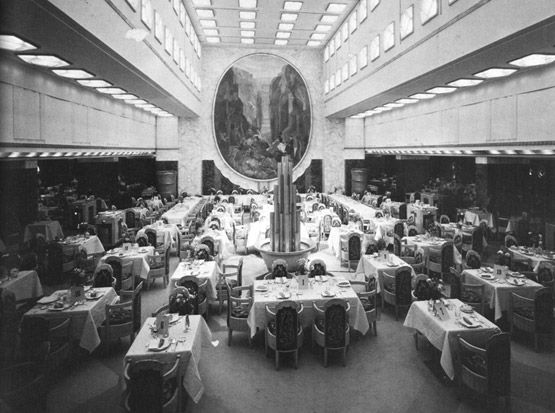
Comedor de 1ª clase en el buque Île de France. La fuente de Henri Navarre está en el centro.

Henri Édouard Navarre estudió escultura en la escuela de Bernard Palissy de París, así como en la Escuela de Bellas Artes, antes de dedicarse a la técnica del vidrio emplomado y del mosaico en el Conservatorio Nacional de Artes y Oficios. Asimismo, aprendió el oficio de orfebre y platero. Fue alumno del vitralista Maurice Marinot, cuya formación influyó en la obra de Navarre.
En 1906, comenzó a realizar esculturas arquitectónicas y decorativas en piedra.  En 1922, creó los relieves del monumento a la torre de vigilancia del cabo de la Pointe de Grave, cerca de Le Verdon-sur-Mer, realizados en colaboración con Antoine Bourdelle y André Ventre; luego, un año más tarde, un monumento al as de la aviación francés. Georges Guynemer, en Compiègne. Durante esta época, realizó estatuillas, que expuso en los Salones de París. En 1924 comenzó a trabajar en vidrio, principalmente en el estilo Art Decó. Su primer encargo fue diseñar las ventanas del edificio de la revista L'Intransigeant en París. Ese mismo año, comenzó a realizar piezas de vidrio más pequeñas y una serie de máscaras de vidrio.
Expuso sus primeros jarrones en la tienda del herrero Edgar Brandt; poco después, distribuyó sus obras en la Maison Georges Rouard de París. Al trabajar el vidrio, en su mayoría pesado y de paredes gruesas, prefería las formas simples y sencillas. Realizó la decoración interior utilizando óxidos metálicos y placas laminadas con dibujos sobre las que se enrollaba la preforma antes de ser encajada en una capa exterior de vidrio. Navarre también produjo estatuillas y placas conmemorativas en bronce, piedra, mármol y madera, así como medallas en oro, plata o bronce. Inspirado por Marinot, creó obras de vidrio de paredes gruesas, en su mayoría sencillas, pero a veces con formas intrincadas. También realizó varias esculturas de vidrio, entre ellas algunos retratos abstractos.
Navarre realizó otros numerosos encargos privados y públicos, entre ellos una gran estatua de Cristo en vidrio fundido para el altar de la capilla del transatlántico de pasajeros SS Île de France. Para el comedor de primera clase del mismo buque, realizó una fuente de tubos de metal plateado y dorado.
Destaca también una serie de bajorrelieves para la Porte d'honneur de Edgar Brandt, expuesta en la Exposition internationale des Arts Décoratifs et industriels modernes de París en 1925. Fue miembro del grupo de artistas La Stèle, fundado por el editor de arte y fundidor, Arthur Goldscheider, a principios de la década de 1920 con representantes del Art déco, cuya obra Goldscheider también presentó en esta exposición en 1925. A lo largo de la década de 1930, Navarre expuso con regularidad en los salones anuales de la Société des artistes décorateurs y en otros lugares a nivel nacional e internacional, incluyendo la Macy's International Exhibition of Arts in Industry en Nueva York en 1928 y la exposición itinerante de la American Federation of Arts, Exhibition of Contemporary Glass and Rugs en 1929/30.
Sus bajorrelieves también adornaron el proscenio del Théâtre de la Michodière de París. Las monumentales estatuas de leones de granito de la puerta de entrada al Palacio de las Colonias, sede de la Exposición Colonial de París de 1931, creadas por Jean Prouvé, también fueron obra de Navarre. Después de la Segunda Guerra Mundial, Navarre apenas realizó más trabajos en vidrio —sólo volvió a la profesión brevemente en la década de 1960— y se concentró en la producción de escultura arquitectónica para iglesias y escuelas en Francia.
Henri-Édouard Navarre fue nombrado caballero de la Legión de Honor en 1947.